# Стринский
Стринский — хутор в Тимашёвском районе Краснодарского края России, в 20 км по прямой к северо-востоку от Тимашёвска.
Входит в состав Незаймановского сельского поселения.

## География
Хутор расположен на берегах (большей частью на левом) реки Незайманки — притока Бейсуга.

## Население
| 2002 | 2010 |
| ---- | ---- |
| 717  | ↘598 |

## Улицы
- Красная улица,
- Северная улица[5].